# Kurt Hiller
Kurt Hiller também conhecido por Keith Lurr e Klirr (Thule) (17 de agosto de 1885, Berlim - 1º de outubro de 1972, Hamburgo) foi um ensaísta alemão de grande originalidade estilística, um jornalista político e um pacifista. Socialista, foi fortemente influenciado por Immanuel Kant e Arthur Schopenhauer, rejeitando a filosofia de G. W. F. Hegel, o que o tornou muito impopular entre os marxistas. Hiller foi um escritor influente dos primórdios do movimento de direitos civis gays alemão, nas duas primeiras décadas do século XX. Em 1929, Hiller sucedeu a Magnus Hirschfeld como presidente do Comité Científico-Humanitário, pioneiro na promoção da legalização dos direitos dos homossexuais e transgêneros.

## Vida

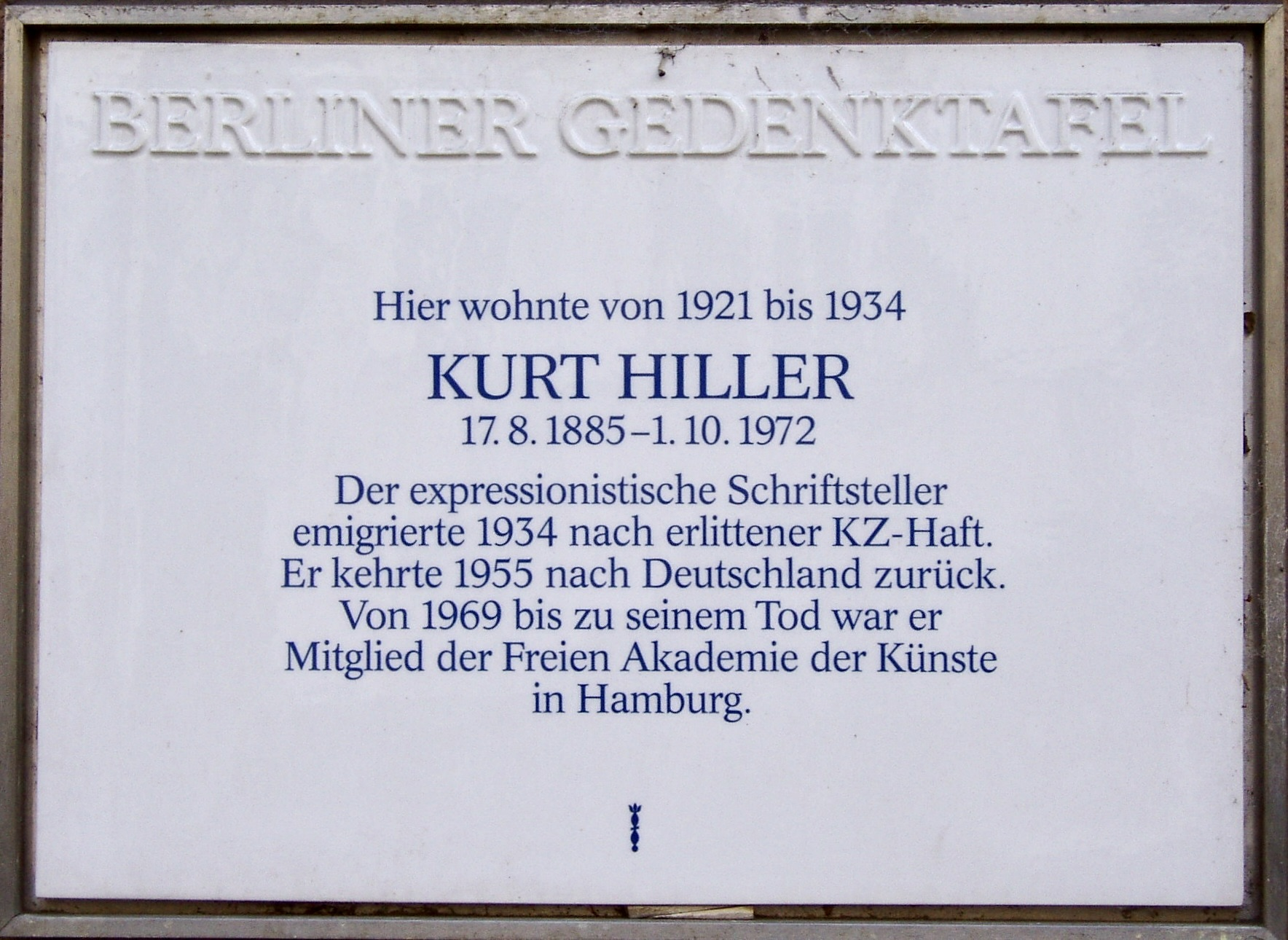
Placa comemorativa na casa nº 9 da Hähnelstrasse, em Berlin-Friedenau, onde Kurt Hiller viveu de 1921 a 1934

Kurt Hiller nasceu em Berlim como filho de um proprietário de fábrica judeu, seu tio materno era o membro do parlamento do SPD, Paul Singer. Hiller se formou no colégio em 1903 como Primus Omnium no Askanisches Gymnasium em Berlim. Em seguida, estudou direito com Franz von Liszt e filosofia com Georg Simmel na Universidade de Berlim.
A partir de 1904, Kurt Hiller se tornou amigo do igualmente literato estudante de medicina Arthur Kronfeld, por meio de quem conheceu o pensamento do filósofo de Gotinga Leonard Nelson. Então, Magnus Hirschfeld o abordou via Kronfeld em julho de 1908. Foi estabelecido um contato que, nos 25 anos seguintes, resultou no envolvimento intensivo de Hiller no Comitê Científico-Humanitário. Hiller também estava ativamente ligado ao Institut für Sexualwissenschaft.
Jakob van Hoddis, fundou a associação Der Neue Club, à qual logo se juntaram Georg Heym e Ernst Blass. Juntose apoiados por artistas renomados como Tilla Durieux, Else Lasker-Schüler e Karl Schmidt-Rottluff, foram organizados os chamados “Neopathetische Cabarets”. Depois que Hiller se retirou do clube, fundou o cabaré literário GNU com Blass. Para as revistas PAN e Der Sturm, escreveu inúmeros artigos, assim como para Die Aktion de Franz Pfemfert, que também participou de sua fundação em 1911
Durante a Revolução de Novembro, como presidente do Conselho Político dos Trabalhadores Intelectuais, que ele co-fundou, tentou influenciar a política. Esse compromisso baseava-se em seu ideal de “logocracia”, concebida como um modelo corretivo para a democracia, que - seguindo a ideia de Platão dos “reis filósofos” - era compartilhar o governo político entre o parlamento eleito e um comitê de intelectuais (“Constituição elíptica”).
Depois de Hirschfeld, após disputas internas sobre as novas táticas, no dia 24 de novembro de 1929 renunciar à presidência do WhK, Hiller foi eleito segundo presidente, e permaneceu até a dissolução do WhK.
Depois que os nacional-socialistas chegaram ao poder, Hiller, que era odiado pelos nazistas como um pacifista, socialista, judeu e homossexual, foi preso um total de três vezes, encarcerado nos campos de concentração de Columbia-Haus, Brandenburg e Oranienburg e severamente abusado. Após sua libertação em 1934, sob alta intercessão de Rudolf Hess, fugiu para Praga e em 1938 para Londres. No exílio, fundou a Freiheitsbund Deutscher Sozialisten ("Associação de Liberdade dos Socialistas Alemães") e o Gruppe Unabhängiger Deutscher Autoren ("Grupo de Autores Alemães Independentes"). Além disso, durante sua estada em Praga, junto com o revolucionário nacional Otto Strasser, publicou a “Declaração de Praga”, um manifesto contra a Alemanha nazista.

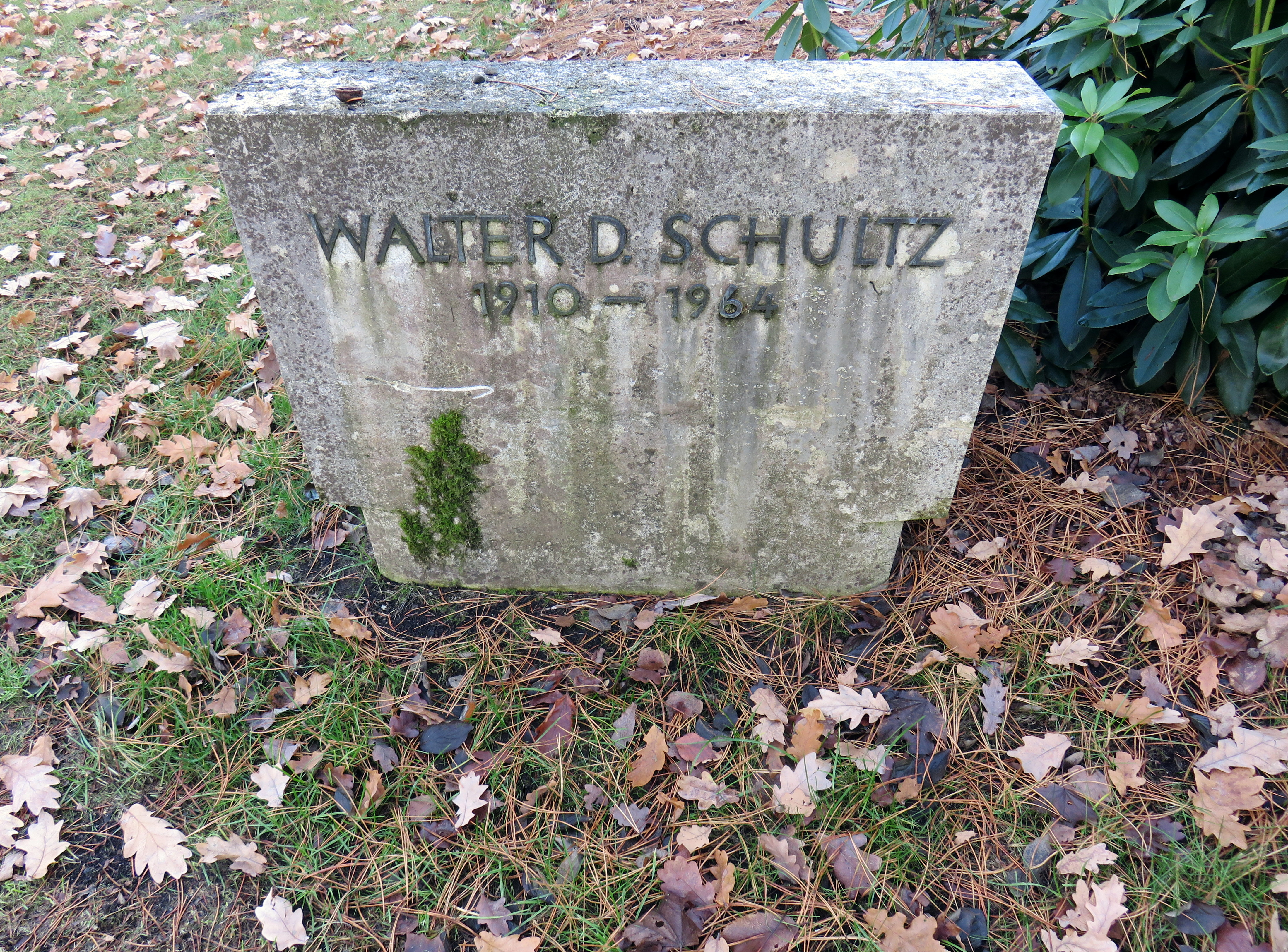
O lugar de descanso de Kurt Hiller no túmulo de Walter Schultz, Cemitério de Ohlsdorf

Em 1955, Hiller voltou à Alemanha, estabeleceu-se em Hamburgo e tentou lá em 1962 restabelecer o WhK. Mas ele permaneceu isolado e a tentativa falhou.
No mesmo ano, recebeu o Prêmio da Crítica Alemã Deutschen Kritikerpreis.
Kurt Hiller foi enterrado com seu amigo íntimo e co-editor Walter Schultz, que havia morrido antes dele, no cemitério de Ohlsdorf em Hamburgo, quadratura quadrada Bm 59 (ao sul de Prökelmoorteich).